# Violettgrön svala
Violettgrön svala (Tachycineta thalassina) är en tätting i familjen svalor. Den häckar i västra Nordamerika och Mexiko. Vintertid flyttar den så långt söderut som till Nicaragua i Centralamerika.

## Utseende och läten
Violettgrön svala är en rätt liten (12–13 cm) svala, lik trädsvalan men mindre med kortare stjärt och kortare vingar. Ovansidan är grönglänsande på hjässa och mantel, lilaglänsande på nacken och stjärtens ovansida. Undersidan är vit, med vitt även på kinden och ovanför ögat. I flykten syns att det vita på undersidan sträcker sig upp på övergumpens sidor. Sången består av en serie korta, knarrande eller kvittrande toner, medan lätet är ett ljust tjirpande liknande trädsvalans men vassare.

## Utbredning och systematik
Violettgrön svala delas in i två underarter med följande utbredning:
- Tachycineta thalassina thalassina – centrala Alaska och västra Kanada (söderut från norra Yukon, sydvästra Mackenzie, norra British Columbia, västcentrala Alberta och sydvästra Saskatchewan) söderut in genom västra USA (österut till västra North Dakota och sydvästra Nebraska) till Mexiko (söderut till centrala Baja California, men även på högplatån söderut till Oaxaca och Veracruz; övervintrar i ett område från Baja California söderut till norra Nicaragua
- Tachycineta thalassina brachyptera – bergstrakter i centrala och södra Baja California samt kustnära västra Mexiko (Sonora till Sinaloa)

## Levnadssätt
Fågeln ses födosöka på jakt efter insekter i öppna områden, gärna i närheten av vatten och ofta i smågrupper. Den häckar i håligheter och klippavsatser. Den häckar huvudsakligen mellan maj och augusti, från februari i Mexiko, och lägger endast en kull.

## Status och hot
Arten har ett stort utbredningsområde och en stor population, och tros öka i antal. Utifrån dessa kriterier kategoriserar internationella naturvårdsunionen IUCN arten som livskraftig (LC).

## Bilder

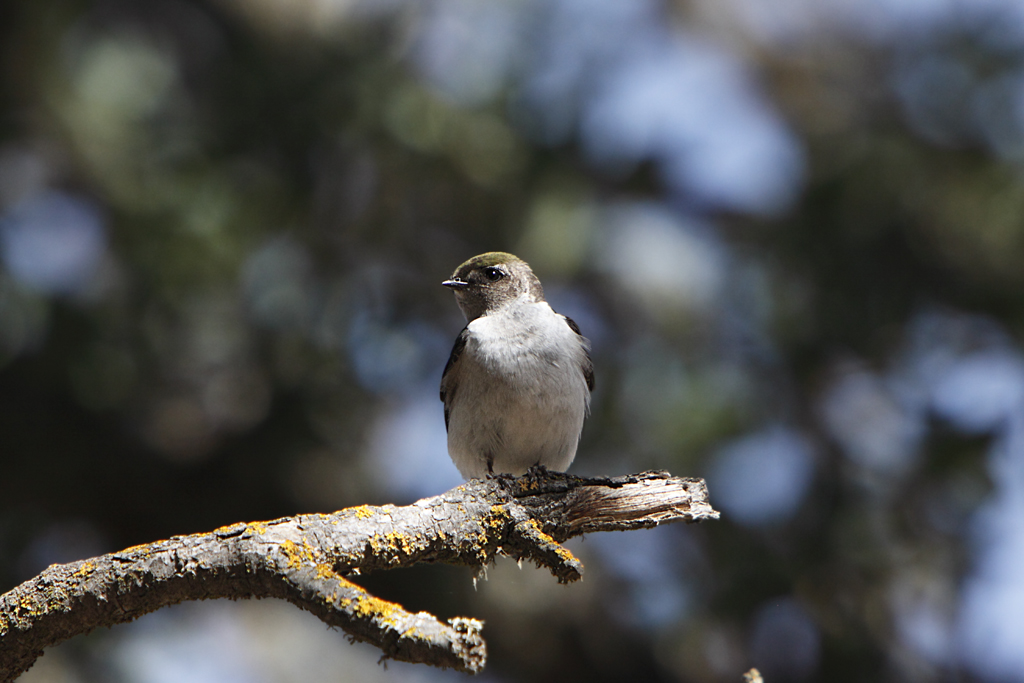
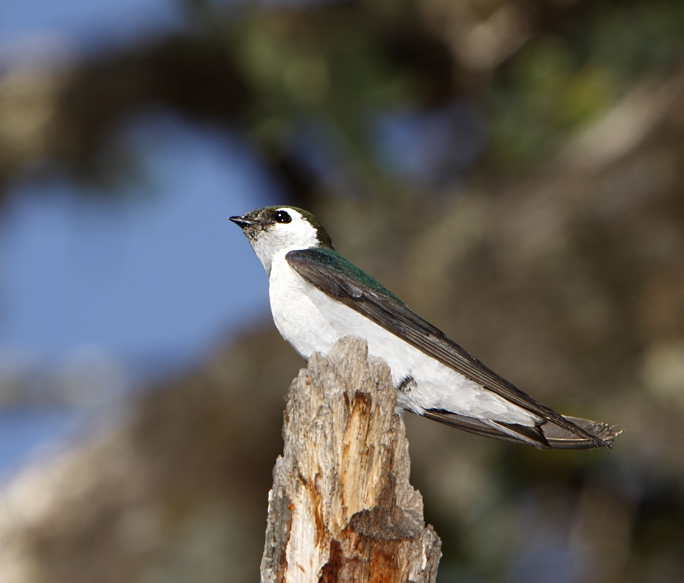
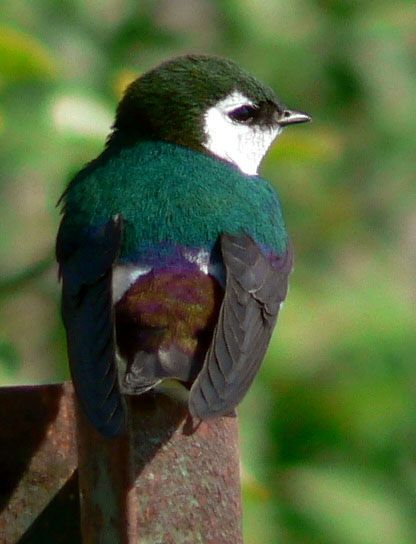
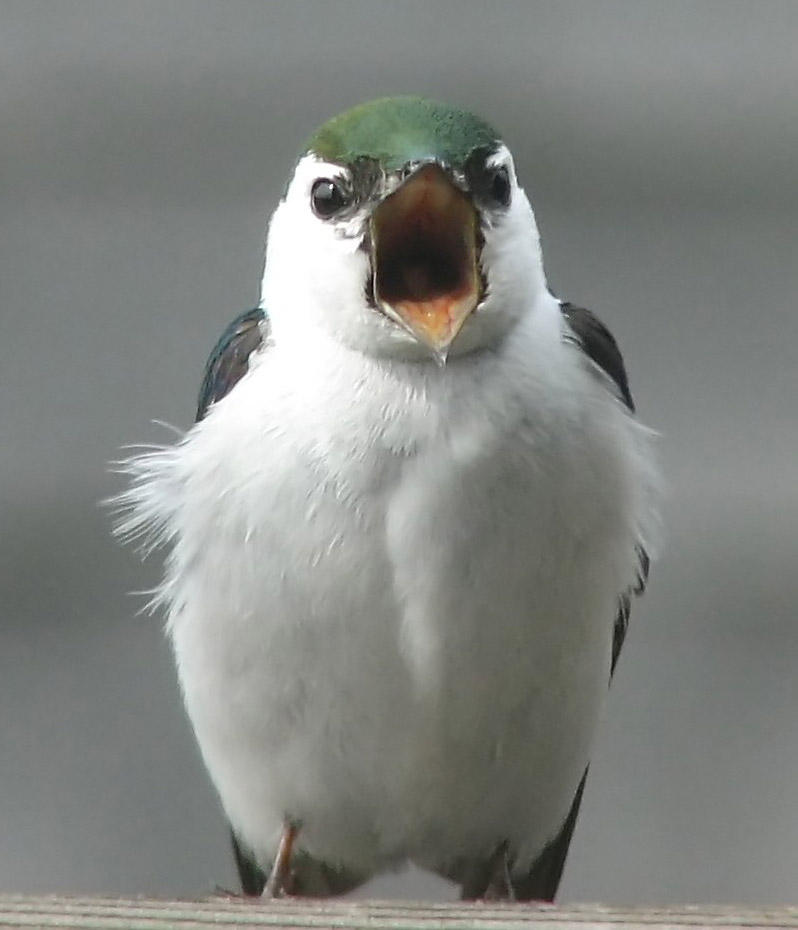
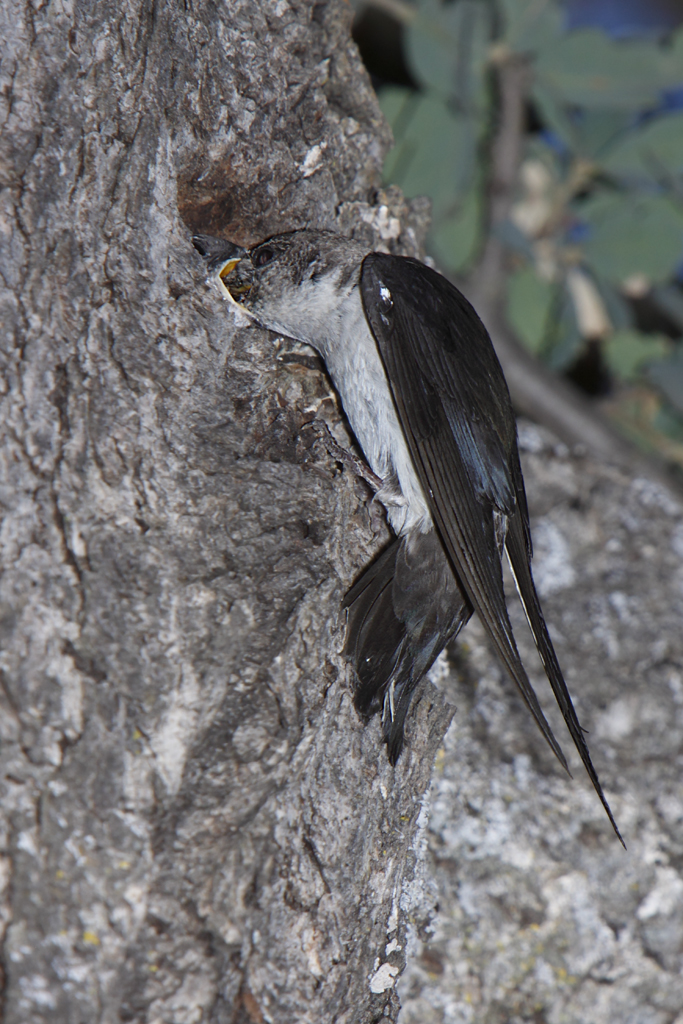